# Рэйчелл, Йэнк
Йэнк Рэйчелл (англ. Yank Rachell, урождённый Джеймс Эй Рэйчел (англ. James A. Rachel); 16 марта 1910, Браунсвилл, Теннесси, США  — 9 апреля 1997, Индианаполис, Индиана, США) — американский блюзовый гитарист, мандолинист и певец. Номинант Blues Music Awards в номинациях «Альбом традиционного блюза» (1988) и «Блюзовый инструменталист — иной» (1991). Музыканта называли «старейшина блюза»: в 1990-м среди блюзменов, начавших записываться в 1920-х лишь он и Генри Таунсенд продолжали свою карьеру. Песня «She Caught the Katy», которую он написал с Тадж Махалом, стала блюзовым стандартом.

## Биография
Джеймс Эй Рэйчел родился и вырос в Браунсвилле, штат Теннесси  в семье издольщиков. Дата и даже год его рождения вызывают споры: на надгробии указан 1910 год рождения; исследователи Боб Игл и Эрик Леблан на основе переписи 1920 года пришли к выводу, что Рэйчел, вероятно, родился в 1903 году. С детства пытался освоить гитару. Начал учиться играть на мандолине в возрасте в восьми лет, получив инструмент в обмен на поросёнка, которого ему поручили вырастить. Он начал изучать мандолину самостоятельно, но в конечном итоге получил несколько уроков от блюзового гитариста Вилли «Хэмбона» Ньюберна. Вместе с братом Джеймс Рэйчелл выступал на местных вечеринках и в джук-джойнтах. В 1920-е годы, с целью начать карьеру профессионального музыканта, переехал в Мемфис. 
Впервые Джеймс Рэйчелл записался для Victor Records в Мемфисе, Теннесси в 1929 году как певец на сингле Слипи Джон Эстеса. В 1929—1930 годах он выпустил восемь синглов в сотрудничестве с Эстесом, как под именем Эстеса, так и выступая как соавтор и на всех, кроме первого сингла, мандолинист. В 1930 году он сыграл на мандолине на сингле группы Ноя Льюиса. В 1930 году Рэйчелл был вынужден вернуться в Браунсвилл, где был фермером и работал на железной дороге . Побывав в Нью-Йорке, там он записался с харпером Дэном Смитом на ABC Records, но записи выпущены не были. В 1933 году Рэйчел начал выступать с харпером Сонни Боем Уильямсоном в клубе Blue Flame в Джексонвилле. Уильямсон уехал из Теннесси в Чикаго в 1933 году, и в 1938 году Рэйчелл присоединился к нему, чтобы сделать несколько записей для Bluebird Records. В 1938 году он записал восемь песен с певцом Уолтером Дэвисом, и с 1938 по 1941 год выпустил 24 собственные песни на синглах Victor. Но в основном он продолжал работать с Уиляьмсоном до его смерти в 1948 году, а после смерти почти перестал записываться и выступать, по крайней мере как профессионал.   
В 1958 году он переехал в Индианаполис, оставил музыкальную карьеру и работал на подработках, чтобы содержать семью. После смерти жены в 1961 году он снова начал активно выступать и опять же, в основном со Слипи Джон Эстесом. После смерти Эстеса в 1977 году сосредоточился на сольной карьере, и хотя больше не гастролировал, продолжал записываться и регулярно выступать в Индианаполисе.   
Он предпочитал подключать мандолину к усилителю, потому что это ставило его мандолину на один уровень с остальной частью группы, и ему не приходилось играть слишком сильно. Он вспоминал: «Когда появилось электричество, это было для меня чем-то новым, поэтому я начал играть с ним. Я подключил к нему свою мандолину. Звучит хорошо, поэтому я все время играл с подключением, понимаете. ... Мне больше нравится чикагский стиль, чем любой другой. Чикагский стиль — это электрический, и у меня бы лучше получалось на электромандолине». Музыкант предпочитал мандолину компании Harmony Baroque.
В 1988 году его альбом был номинирован на премию Blues Music Award в номинации «Альбом традиционного блюза», а самк Йэнк Рэйчелл в 1991 году номинировался на премию в категории «Блюзовый инструменталист — иной», став одним из редких, если не единственным мандолинистом, номинировавшихся на эту премию. В конце своей жизни Рэйчелл страдал от артрита, из-за которого он сократил свои игровые сессии, но он записал альбом Too Hot for the Devil в 1997 году незадолго до своей смерти.
Умер 9 апреля 1997 года в Индианаполисе, похоронен на New Crown Cemetery Издательство Университета Миссисипи в 2001 году выпустило биографию музыканта Blues Mandolin Man: The Life and Music of Yank Rachell 

## Дискография
- 1973: Yank Rachell (Blue Goose Records, переиздан в 1999 году на Random Chance Records)
- 1986: Blues Mandolin Man (Blind Pig Records, переиздан в 1999 году на Random Chance Records)
- 1987: Chicago Style (Delmark Records)
- 1988: Mississippi John Hurt/Robert Pete Williams/John Jackson/Sleepy John Estes & Yank Rachel – Country Blues Live! (Document Records)
- 1995: Yank Rachell, David Morgan – Pig Trader Blues (Slippery Noodle Sound)
- 1998: Yank Rachell With Pat Webb And Allen Stratyner – Too Hot For The Devil (Flat Rock Records)
- 2002: Sleepy John Estes, Yank Rachell, Hammie Nixon – Newport Blues (Delmark Records)
- ?: Super Black Blues Vol. 5 (Goody)
- ?: Sleepy John Estes Featuring James 'Yank' Rachel And Hammie Nixon – Recorded Live 1966 / 1974 (Wolf Records)